# Villa Mozart
La villa Mozart est une voie du 16e arrondissement de Paris, en France.

## Situation et accès
La villa Mozart est une voie privée (non grillagée) située dans le 16e arrondissement de Paris. Elle débute au 71, avenue Mozart et se termine en impasse.
La rue est desservie au plus proche, avenue Mozart, par la ligne 9 du métro de Paris aux stations Jasmin et Ranelagh.

## Origine du nom
Elle porte le nom du compositeur Wolfgang Amadeus Mozart (1756-1791), en raison de sa proximité avec l'avenue éponyme.

## Historique
Cette voie, créée sous sa dénomination actuelle en 1895, est ouverte à la circulation publique par un arrêté du 23 juin 1959, puis fermée à la circulation publique par un autre arrêté du 16 mars 1992.

## Bâtiments remarquables et lieux de mémoire
- No 6 : lycée technologique et professionnel privé Sainte-Thérèse, établissement lié aux Apprentis d'Auteuil dont le siège se trouve dans le même pâté de maisons, 40 rue Jean-de-La-Fontaine. Sous contrat avec l'État, il accueille plus de 350 élèves. Il prépare au baccalauréat professionnel métiers de l'électricité et de ses environnements connectés (MELEC) et au baccalauréat sciences et technologies de l'industrie et du développement durable (STI2D). Son école hôtelière dispose d'un restaurant d'application ouvert au public[2],[3].

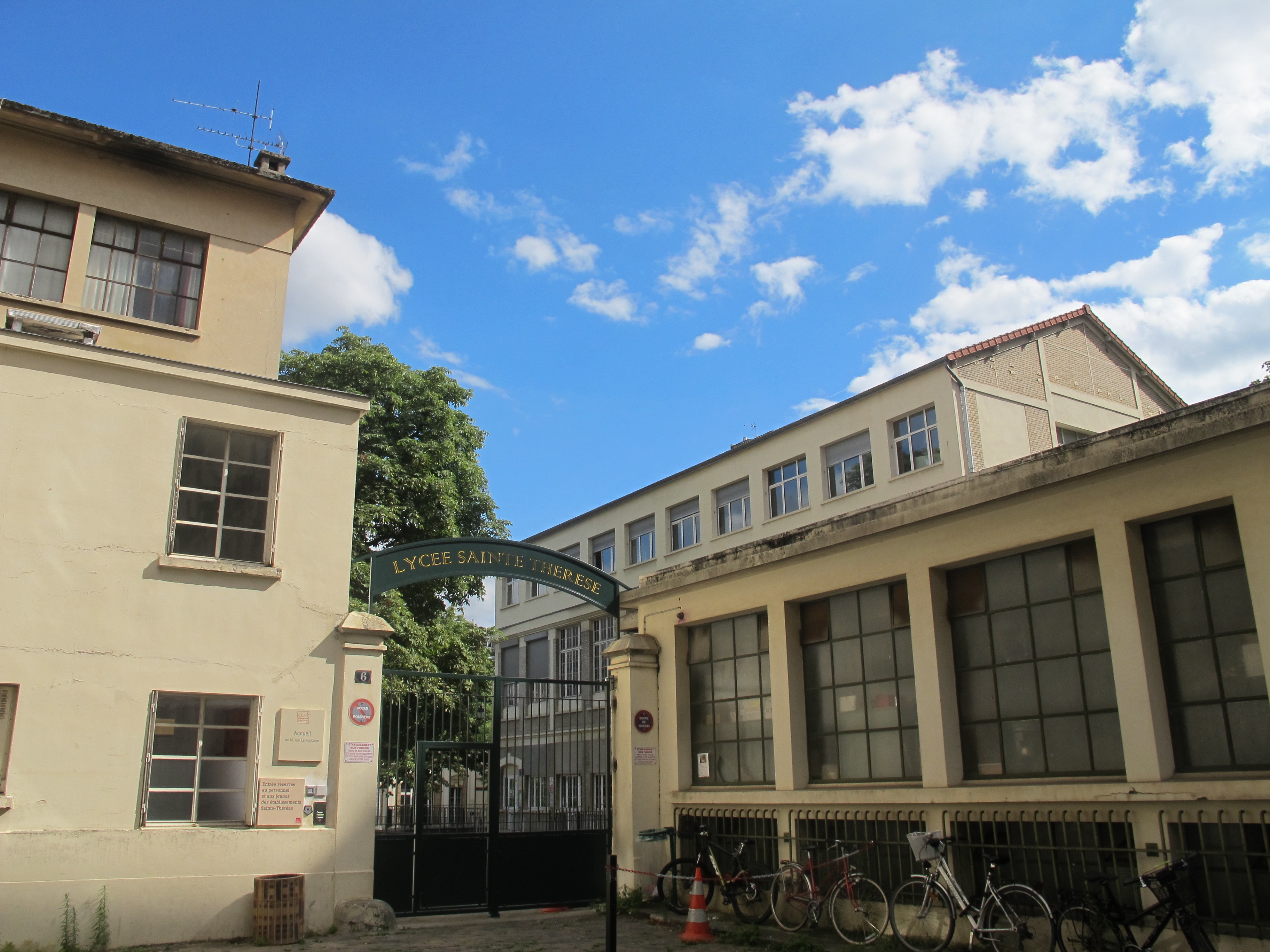
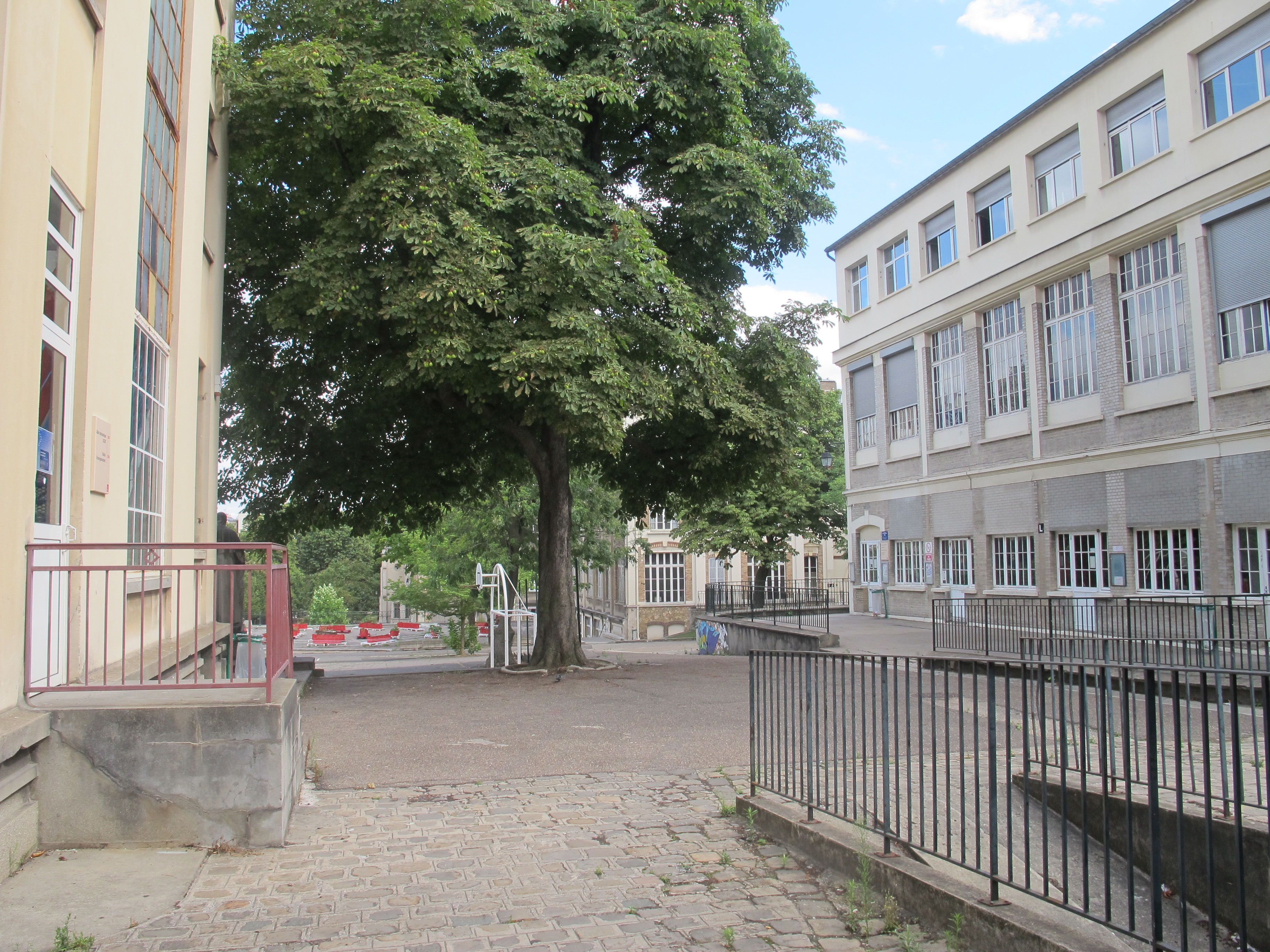